# درموت (آرکانزاس)
درموت (آرکانزاس) (به انگلیسی: Dermott, Arkansas) یک شهر در ایالات متحده آمریکا با جمعیت ۳٬۲۹۲ نفر است که در آرکانزاس واقع شده‌است.

## موقعیت جغرافیایی
موقعیت جغرافیایی شهرها و مناطق اطراف به شرح زیر است: